# Kanada i olympiska vinterspelen 1952
Kanada deltog med 39 deltagare vid de olympiska vinterspelen 1952 i Oslo. Totalt vann de en guldmedalj och en bronsmedalj.

## Medaljer

### Guld
- George Abel, John Davies, Billy Dawe, Robert Dickson, Donald Gauf, William Gibson, Ralph Hansch, Robert Meyers, David Miller, Eric Paterson, Thomas Pollock, Allan Purvis, Gordon Robertson, Louis Secco, Francis Sullivan och Bob Watt - Ishockey.

### Brons
- Gordon Audley - Skridskor.